# Тропічні та субтропічні вологі широколистяні ліси

Поширення тропічних і субтропічних вологих широколистяних лісів

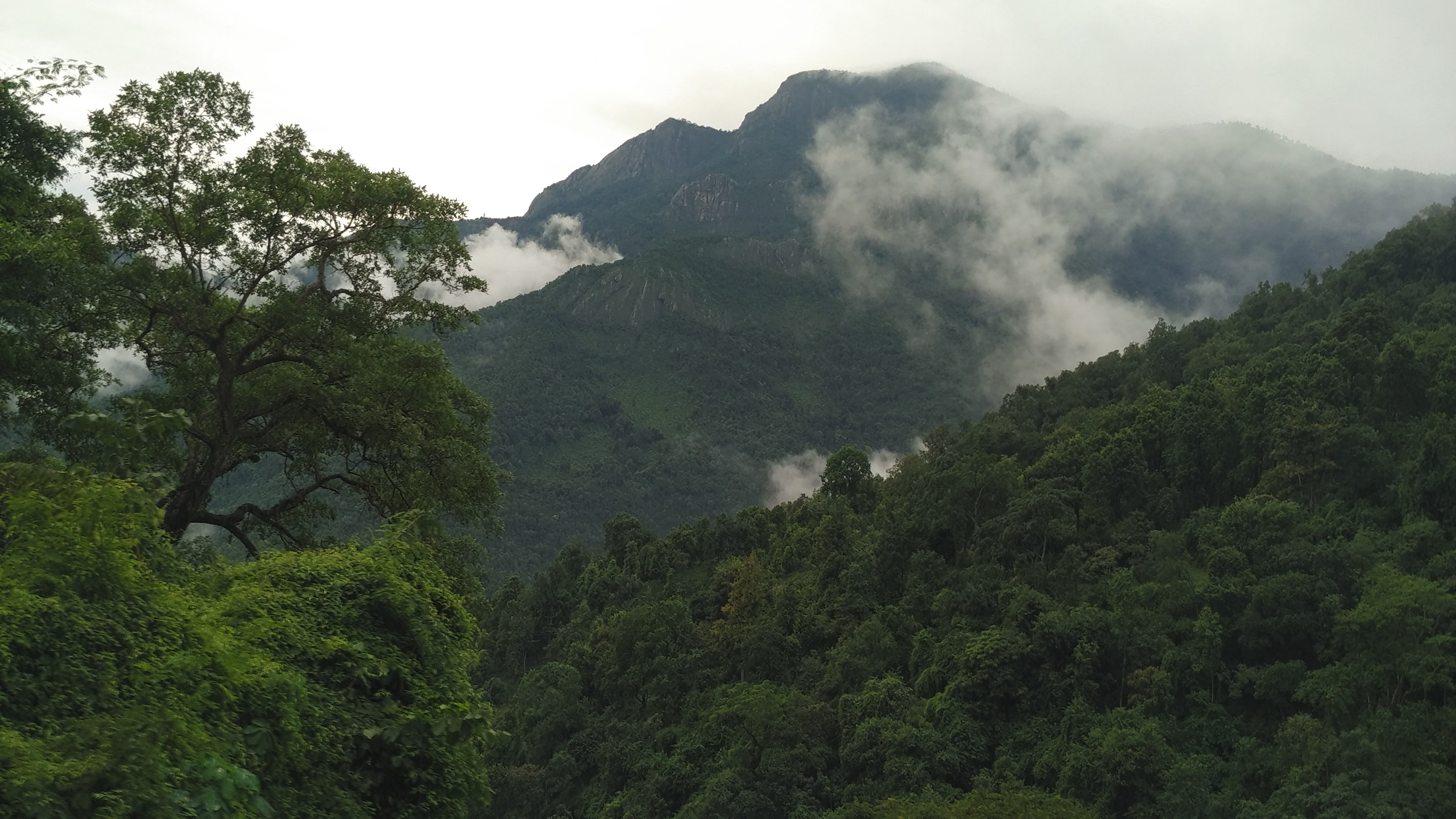
Вологий тропічний ліс в Національному парку Мудумалай (національний парк) (Індія)

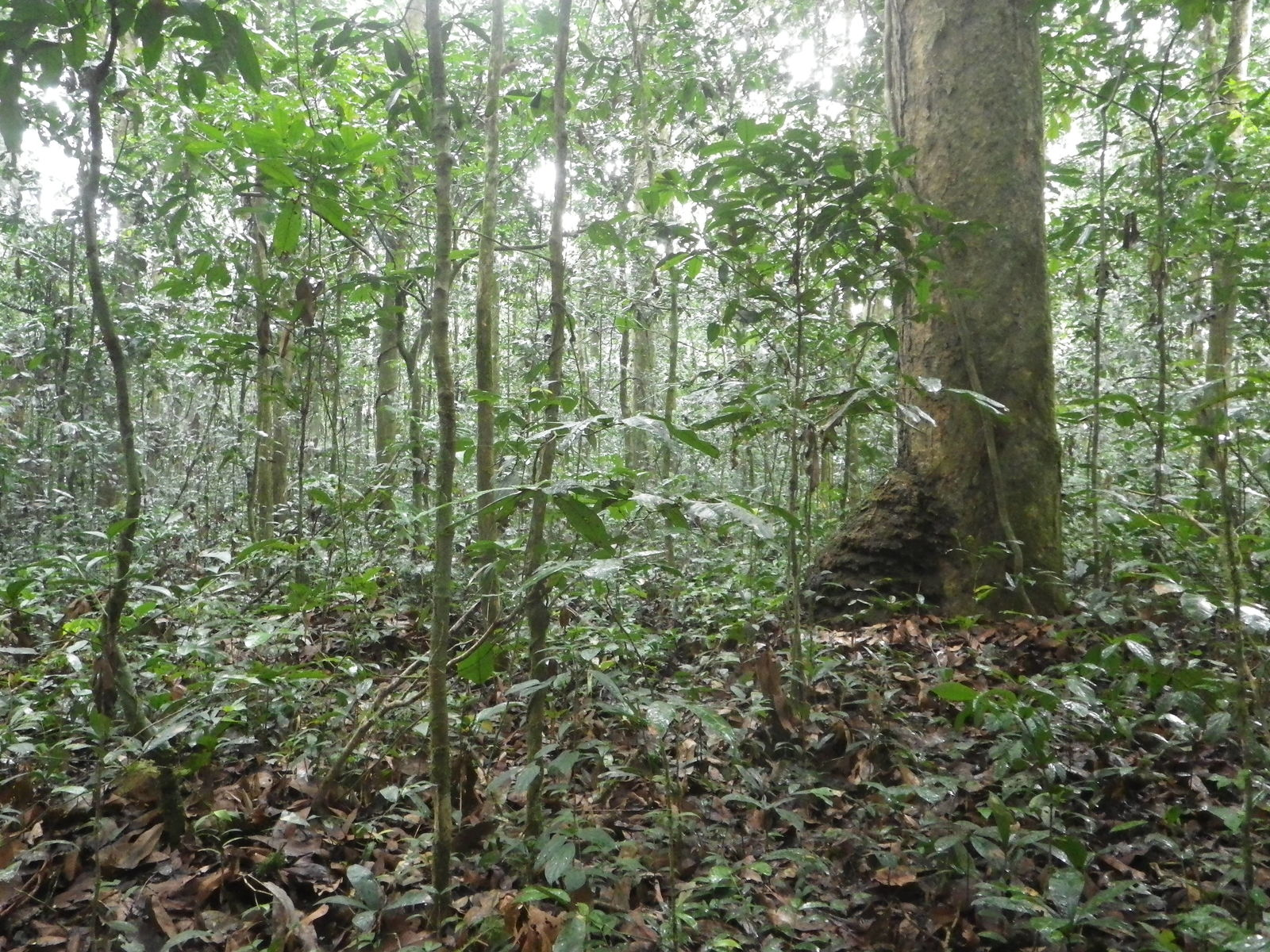
Конголезький дощовий ліс поблизу Ісіро (ДР Конго)

Тропічні та субтропічні вологі широколистяні ліси (англ. Tropical and subtropical moist broadleaf forests) — один із 14 біомів за класифікацією Всесвітнього фонду природи, поширений у субтропічних і тропічних широтах.

## Опис
Тропічні та субтропічні вологі широколистяні ліси зустрічаються в Америці, Африці, Південній і Південно-Східній Азії, Австралії і Океанії, від 30° пн.ш. до 30° пд.ш. Їх загальна площа становить 19,8 млн км², або 13,5 % від загальної площі суходолу. Ці ліси характеризуються низьким коливанням річної температури та високим рівнем середньорічних опадів (понад 2000 мм). У їх складі переважають вічнозелені та напівлистопадні породи дерев. Тропічні та субтропічні вологі широколистяні ліси мають найвище біорізноманіття серед усіх наземних середовищ існування. Їм притаманна багатоярусність. Основних ярусів в цих лісах п'ять: лісовий намет, що формується кронами дерев, середній ярус, нижній ярус, ярус кущів та підлісок.
У цих лісах зустрічається половина всіх світових видів: більше, ніж у будь-якій іншій наземній екосистемі. На одному квадратному кілометрі лісу може зростати понад 1000 видів дерев. Найбільші масиви вологих широколистяних і мішаних лісів зустрічаються на островах Малайського архіпелагу, в басейнах річок Амазонка та Конго.
Постійний теплий та вологий клімат робить це середовище існування більш продуктивним, ніж будь-які інші земні середовища на Землі, і сприяє бурхливому росту рослин. Дерево тут може досягти висоти понад 23 м лише за 5 років. Згори ліс здається нескінченним зеленим морем, з якого подекуди виступають дерева, вищі за своїх сусідів. На цих деревах-велетнях гніздяться птахи-носороги, тукани та орли-гарпії.
Крони дерев є домом для багатьох лісових тварин, таких як мавпи, включаючи людиноподібних мавп. В підліску живуть змії та ягуари. По землі під деревами пересуваються горили та лісові олені.
В усіх ярусах лісу зустрічається безліч найрізноманітніших безхребетних, у тому числі новогвінейських паличників і метеликів, які можуть досягати понад 30 см у довжину.
Багато лісів вирубують на сільськогосподарські угіддя, а інші підлягають широкомасштабній комерційній вирубці. Кожні кілька років вирубується площа лісів, співставна з площею кількох областей України.

## Типи
Біом включає кілька різних типів лісів:
- Рівнинні екваторіальні вічнозелені дощові ліси, широко відомі як дощові тропічні ліси, — ліси, де панує тропічний клімат вологих лісів, якому притаманна велика кількість опадів (понад 2000 мм), рівномірно розподілених протягом року. Ці ліси поширені в поясі навколо екватора, найбільші лісови масиви цього типу зустрічаються в басейні Амазонки у Південній Америці, у басейні Конго в Центральній Африці, у Вологих тропіках Квінсленду в Австралії та на островах Малайського архіпелагу. Близько половини дощових тропічних лісів знаходяться в південноамериканських країнах Бразилія та Перу. Зараз дощові тропічні ліси займають менше 6 % поверхні Землі. За оцінками вчених, більше половини всіх видів рослин і тварин у світі живуть в цих лісах.
- Сезонні тропічні ліси, також відомі як вологі листопадні ліси, мусонні ліси або напіввічнозелені (мішані) сезонні ліси, поширені в регіонах з мусонним або саванним кліматом. Вони отримують велику кількість опадів у теплий літній вологий сезон і значно меншу — у прохолодніший зимовий сухий сезон. Деякі дерева в цих лісах скидають частину або все листя під час сухого сезону. Ці ліси поширені на півдні Флориди, в деяких частинах Південної Америки, в Центральній Америці та на Карибах, на узбережжі Західній Африки, в деяких частинах Індостану, на півночі Австралії та на більшій частині Індокитаю.
- Гірські дощові тропічні ліси зустрічаються в гірських районах з більш прохолодним кліматом. Ті ліси, що ростуть на достатьно великій висоті над рівнем моря, щоб регулярно стикатися з низьким хмарним покривом, відомі як хмарні ліси.
- Затоплені ліси, включаючи прісноводні заболочені ліси[en] та торф'яно-болотні ліси[en].
- Манігуа — низькі, часто непрохідні густі ліси, що складаються із заплутаних тропічних чагарників і невеликих дерев. Зазвичай зустрічаються в болотистій місцевості, але в деяких місцях також на суші. Термін використовується на Кубі, у Домініканській Республіці, Пуерто-Рико та Колумбії.

## Відомі екорегіони
Низка екорегіонів тропічних та субтропічних вологих широколистяних лісів вирізняються своїм біорізноманіттям та ендемізмом:
- Вологі ліси Південно-Західної Амазонії — Бразилія, Перу і Болівія
- Атлантичний ліс — Бразилія, Аргентина і Парагвай
- Вологі ліси Чоко та Дар'єну — Колумбія і Панама
- Вологі тропіки Квінсленду — Австралія[2]
- Гірські ліси Північно-Західних Анд — Колумбія і Еквадор[3]
- Вологі ліси Гвіанського нагір'я[4]
- Вологі ліси Куби[5]
- Вологі ліси Веракрусу — Мексика
- Конголезькі дощові ліси[6]
- Ліси Верхньої Гвінеї[7]
- Гірські ліси Альбертінського рифту — від Уганди до Бурунді[8]
- Ліси Східної дуги — Кенія і Танзанія[9]
- Східноафриканські прибережні ліси — від Сомалі до Мозамбіку[10]
- Мадагаскарські помірно вологі ліси[11]
- Вологі ліси Пуерто-Рико
- Рівнинні дощові ліси Шрі-Ланки
- Торф'яно-болотні ліси Малайського півострова
- Торф'яно-болотні ліси Борнео
- Дощові ліси Нової Каледонії[12]
- Західні Гати — Індія